# Raión de Yenotáyevka
El raión de Yenotáyevka (ruso: Енота́евский райо́н) es un distrito administrativo y municipal (raión) ruso perteneciente a la óblast de Astracán. Se ubica en el oeste de la óblast y limita al oeste con Kalmukia. Su capital es Yenotáyevka.
En 2021, el raión tenía una población de 24 604 habitantes. Algo menos de dos tercios de los habitantes son étnicamente rusos y la cuarta parte son étnicamente kazajos. En el raión vive también una pequeña minoría de chechenos.
El raión está dividido en dos sectores no colindantes por el territorio de Tsagan Aman, la única localidad de Kalmukia a orillas del río Volga.

## Subdivisiones
Comprende 27 localidades, agrupadas en los siguientes 14 asentamientos rurales:
- Vetlianka
- Vladimirovka
- Vostok
- Grachi
- Yenotáyevka (la capital)
- Zamyany
- Ivanovka
- Kopánovka
- Kosika
- Nikólskoye
- Prishib
- Volzhski
- Lenino
- Fiódorovka